# District de Maúa
Le district de Maúa est une subdivision administrative de la province de Niassa au nord du Mozambique. En 2007, sa population est de 49 397 habitants.

## Source de la traduction
- (pt) Cet article est partiellement ou en totalité issu de l’article de Wikipédia en portugais intitulé « Maúa (distrito) » (voir la liste des auteurs).